# 日色保
日色 保（ひいろ たもつ、1965年12月11日 - ）は、日本の実業家。ジョンソン・エンド・ジョンソン日本法人の代表取締役社長、日本マクドナルド株式会社の代表取締役会長などを経て、2025年5月1日からウォルト・ディズニー・ジャパン株式会社の代表取締役社長兼マネージング・ディレクターに就任。経済同友会副代表幹事。

## 人物
愛知県名古屋市出身。愛知県立中村高等学校より静岡大学人文学部法学科へ進学。卒業後、ジョンソン・エンド・ジョンソン日本法人に入社。
医療機器の営業や外科用器材部門と糖尿病関連事業部門の事業部長を経て、2005年にグループ会社であるオーソ・クリニカル・ダイアグノスティックス社長に就任。2008年には同社のアジアパシフィック事業も統括。
2010年にジョンソン・エンド・ジョンソン株式会社 メディカル カンパニー 成長戦略担当副社長 シニアバイスプレジデントに就任。
2012年より歴代最年少でジョンソン・エンド・ジョンソン日本法人社長に就任。
2018年9月から日本マクドナルドの上席執行役員。
2019年3月27日、日本マクドナルド社長兼CEOに就任。
2021年3月26日、日本マクドナルドホールディングス代表取締役社長兼最高経営責任者（CEO）。
2023年、経済同友会副代表幹事。
2024年3月26日、同日開催の日本マクドナルドホールディングス定時株主総会において、同社会長のサラ・カサノバが退任することに伴い、代表職を引き継ぐ。同年6月14日開催の日本マクドナルド臨時株主総会などを経て、7月1日付で同社代表取締役社長兼CEOを日本マクドナルドホールディングス取締役のトーマス・コウに譲り、自らは代表取締役会長に就任した。
2025年3月25日、同日開催の日本マクドナルドホールディングス定時株主総会をもって、同社代表取締役会長を退任。
2025年5月1日、ウォルト・ディズニー・ジャパンの代表取締役社長兼マネージング・ディレクターに就任し、キャロル・チョイは、東京での5年間を経て日本のリーダーシップの役割を日色に引き継ぎ、エグゼクティブ・バイスプレジデントとしてAPACにおけるスタジオ、オリジナルコンテンツ戦略、ネットワーク、インテグレーテッド・マーケティングなどの複数の役割を継続。